# Budynek Wojskowej Komendy Uzupełnień w Toruniu
Budynek Wojskowej Komendy Uzupełnień w Toruniu – neogotycki budynek znajdujący się przy ul. Wały gen. Sikorskiego 21 w Toruniu, zbudowany ok. 1889 lub 1890 roku. Obecnie mieści się tam Wojskowa Komenda Uzupełnień.
Budynek powstał jako element pasa pierścienia wewnętrznego Twierdzy Toruń. Pełnił on funkcję budynku sztabowego i obiektu gospodarczego. Od 1935 roku był siedzibą Żandarmerii Wojskowej. Po II wojnie światowej budynek stał się siedzibą Wojskowej Komendy Uzupełnień.